# La Croixille

La Croixille este o comună în departamentul Mayenne, Franța. În 2009 avea o populație de 650 de locuitori.